# Nerinho
José Icemar Lavor Néri, também conhecido como Nerinho, (Picos, PI, 19 de outubro de 1968) é um empresário e político brasileiro radicado no Piauí.

## Dados biográficos
Filho de José Néri de Sousa e Maria José Lavor Néri. Empresário ligado ao ramo de bebidas em Picos e ao setor de Cerâmica em Floriano, é aluno do curso de Geologia na Universidade de Fortaleza, o qual mantém inconcluso. Eleito deputado estadual via PPB em 2002, reelegeu-se sob a legenda do PTB em 2006, 2010, 2014, 2018 e 2022. Afastou-se da Assembleia Legislativa do Piauí para assumir a Secretaria do Turismo no segundo governo Wilson Martins, a Secretaria do Desenvolvimento Econômico no terceiro e no quarto governo Wellington Dias e a Secretaria de Defesa Civil no governo Rafael Fonteles.
Seu pai exerceu três mandatos como prefeito de Picos e um como deputado estadual.